# IC 1244
IC 1244 ist eine Galaxie vom Hubble-Typ S? im Sternbild Herkules am Nordsternhimmel. Sie ist schätzungsweise 373 Millionen Lichtjahre von der Milchstraße entfernt.
Das Objekt wurde am 13. Mai 1889 von Lewis Swift entdeckt.